# Alex Ballinger
Alexander Robert Ballinger est un homme politique du Parti travailliste britannique qui est député de Halesowen depuis 2024.

## Biographie
Ballinger est officier des Royal Marines de 2005 à 2013, prenant sa retraite avec le grade de capitaine,,, et travaille précédemment au Moyen-Orient pour le ministère du Développement international en tant que travailleur humanitaire. Il travaille ensuite au Pakistan pour le Foreign, Commonwealth & Development Office (FCDO) en tant que diplomate,/
Plus récemment, Ballinger est PDG d'une association caritative pour la santé mentale basée à Birmingham et dans le Black Country, et quitte ce poste en 2024. Il est élu aux éléections générales de 2024 face à James Morris, un conservateur.